# Креоли
Креоли (шп. Criollos) су етничка група која је настала током колонијалне ере из расног мешања углавном између Африканаца, као и других људи рођених у колонијама, попут Европљана, а понекад и јужноазијских и америчких индијанских народа; овај процес је познат и као креолизација. Креоли је термин који се раније користио за особе рођене у шпанским колонијама, наводно искључиво шпанског порекла, иако је у пракси било могуће да то буду и деца местика под одређеним условима. Такође су тај назив носила и деца креола. Ово име се не користи данас за европске имигранте у Латинску Америку нити за њихове потомке, осим на Јужном рогу.
Данас је веома тешко утврдити број креола на латиноамеричком континенту. Потомци креолских породица из колонијалних времена обично припадају високој друштвеној класи, познају своје породично стабло и поносни су на њега иако се више не називају креолима. У Аргентини, земљи која је имала изузетно велики проценат имиграције Шпанаца и Италијана између 1880. и 1920, назив креол је све више нестајао да би се свео на именовање људи из унутрашњости земље за које се претпоставља да су креолског порекла које међутим, може бити и местичко, али у сваком случају, на које имиграција од друге половине 19. века није утицала.
У Венецуели овај термин се користи да би означио особе, животиње или ствари које су венецуеланског порекла. У Мексику, термин креол се односи на припаднике беле расе, посебно уколико је реч о особама шпанског, баскијског и француског, а у мањој мери и италијанског и португалског порекла.
Креоли су били ти који су покренули борбу за независност латноамеричког континента од шпанске колонијалне власти, јер су били незадовољни ограничењима у трговини које им је наметала Шпанија, одсутности својих представника у локалним органима управе коју су обављали вицекраљеви и други државни службеници које је постављала шпанска влада.
У ширем смислу, овај квалификативни придев се може додати свему што су произвели креоли, или креолска култура, као на пример: креолски коњ, креолски хлеб итд. као и синоним за „национални“, као што је случај са Венецуелом, где је креол синоним за венецуелански/Венецуеланац, без обзира на расу. За Французе, термин креол је синоним за местике.
Често невољно исељени из свог првобитног дома, досељеници су били приморани да развију и креативно споје пожељне елементе из свог различитог порекла, да произведу нове варијанте друштвених, језичких и културних норми које су замениле претходне форме. Овај процес, познат као креолизација, карактерише брзи друштвени ток регуларизован у креолску етногенезу.

## Етимологија и преглед
Енглеска реч creole потиче од француске речи créole, која је заузврат дошла од португалског crioulo, деминутив од cria, што значи особа одгајана у својој кући. Cria потиче од criar, што значи „подићи или одгајати“, а сама потиче од латинског creare, што значи „направити, изнедрити, произвести, родити“; — сама је извор енглеске речи „створити“.
У Луизијани, термин креолски се користи од 1792. да представља потомке родитеља афричког или мешовитог наслеђа, као и децу француског и шпанског порекла без мешања раса. Његова употреба за описивање говорног језика почела је од 1879. године, а као придев од 1748. године. У неким земљама шпанског говорног подручја, реч criollo се данас користи да опише нешто локално или врло типично за одређену латиноамеричку земљу.
На Карибима, термин се широко односи на све људе, без обзира на њихову класу или порекло — Африканце, Источнoaзијce, Европљане, Индијце — који су део културе Кариба. На Тринидадu се термин креолски користи за означавање свих Тринидађана осим оних азијског порекла. У Суринаму, термин се односи само на потомке поробљених Африканаца, а у суседној Француској Гвајани термин се односи на свакога, без обзира на боју коже, који је усвојио европски стил живота.
У Африци, термин креолски се односи на било коју етничку групу формирану током европске колонијалне ере, са неком мешавином афричког и неафричког расног или културног наслеђа. Креолске заједнице налазе се на већини афричких острва и дуж приобалних региона континента где су аутохтони Африканци први пут ступили у интеракцију са Европљанима. Као резултат ових контаката, појавило се пет главних креолских типова: португалски, афроамерички, холандски, француски и британски.
Crioulos афричког или мешовитог португалског и афричког порекла на крају су довели до неколико етничких група у Зеленортским Острвима, Гвинеји Бисао, Сао Томе и Принсипу, Анголи и Мозамбику. Маурицијански и сејшелски креоли који говоре француски су било афрички или су етнички мешани и христијанизовани. На Реуниону се термин креолски односи на све људе рођене на острву, док је у јужној Африци мешање робова из Источне Африке и Југоисточне Азије са холандским насељеницима касније довело до креолизованог становништва. Фернандино креолски народи у Екваторијалној Гвинеји су мешавина Афро-Кубанаца са Еманципадима и ослобођених Африканаца који говоре енглески, док су Америко-Либеранци и креолци из Сијера Леонеа настали мешањем афричких заробљеника са Афрокарибијцима и АфроАмериканцима.

## Сједињене Државе

### Аљаска
Аљашки креоли, који се понекад колоквијално називају „Криол“ на енглеском (од руског креол), јединствен су народ који је први пут настао мешањем сиберо-руских промишленика са алеутским и ескимским женама крајем 18. века и заузео истакнуто место у економији Руске Америке и Севернопацифичког обруча.

### Чесапишке колоније
Атлантски креолски језик је термин који је сковао историчар Ајра Берлин да би описао групу људи из Анголе и Централне Африке у 16. и 17. веку са културним или етничким везама са Африком, Европом, а понекад и са Карибима. Неки од ових људи стигли су у колоније Чесапик као чартер генерација робова током европске колонизације Америке пре 1660. Неки су живели и радили у Европи или на Карибима пре него што су дошли (или били транспортовани) у Северну Америку. Примери таквих људи су Џон Панч и Емануел Дригус (његово презиме вероватно потиче од Родригеса). Такође, током раног насељавања колонија, деца рођена од имиграната у колонијама често су називана „креолцима“. Ово се чешће налази у колонијама Чесапик.

### Луизијана
У Сједињеним Државама, речи „луизијански Креолци“ се односе на људе било које расе или њихове мешавине који потичу од колонијалних француских досељеника из Ла Луизијане и колонијалних шпанских досељеника из Луизијане (Нова Шпанија) пре него што је регион Луизијане постао део Сједињених Држава 1803. куповином Луизијане. Овај назив и етничка група потичу из сличне употребе, почевши од Кариба у 16. веку, што је разликовало људе рођене у француским, шпанским и португалским колонијама од разних новопридошлих рођених у њиховим домовинама које нису са Кариба. Неки писци из других делова земље погрешно су претпоставили да се термин односи само на људе мешовитог расног порекла, али ово није традиционална употреба у Луизијани.
Луизијанци који потичу од француских Акадијаца из Канаде су такође Креоли у строгом смислу, и постоји много историјских примера људи пуног европског порекла и са акадским презименима, као што су утицајни Александар и Алфред Моутон, који су експлицитно описани као „Креоли.“